# Довер (Пенсільванія)
Довер (англ. Dover) — місто (англ. borough) в США, в окрузі Йорк штату Пенсільванія. Населення — 1954 особи (2020).

## Географія
Довер розташований за координатами 40°0′12″ пн. ш. 76°50′54″ зх. д. / 40.00333° пн. ш. 76.84833° зх. д. (40.003302, -76.848431).  За даними Бюро перепису населення США в 2010 році місто мало площу 1,41 км², уся площа — суходіл.

## Демографія
Згідно з переписом 2010 року, у селищі мешкало 2007 осіб у 815 домогосподарствах у складі 523 родин. Густота населення становила 1428 осіб/км².  Було 854 помешкання (608/км²).
Расовий склад населення:
| - 94,4 % — білих - 2,0 % — чорних або афроамериканців - 0,5 % — азіатів - 0,1 % — корінних американців - 1,0 % — осіб інших рас |

До двох чи більше рас належало 1,9 %. Частка іспаномовних становила 2,5 % від усіх жителів.
За віковим діапазоном населення розподілялося таким чином: 24,7 % — особи молодші 18 років, 64,0 % — особи у віці 18—64 років, 11,3 % — особи у віці 65 років та старші. Медіана віку мешканця становила 36,9 року. На 100 осіб жіночої статі у селищі припадало 96,4 чоловіків;  на 100 жінок у віці від 18 років та старших — 95,5 чоловіків також старших 18 років.
Середній дохід на одне домашнє господарство  становив 60 476 доларів США (медіана — 51 422), а середній дохід на одну сім'ю — 71 794 долари (медіана — 64 185). Медіана доходів становила 46 299 доларів для чоловіків та 33 654 долари для жінок. За межею бідності перебувало 10,9 % осіб, у тому числі 11,9 % дітей у віці до 18 років та 4,8 % осіб у віці 65 років та старших.
Цивільне працевлаштоване населення становило 1073 особи. Основні галузі зайнятості: освіта, охорона здоров'я та соціальна допомога — 23,0 %, виробництво — 22,6 %, роздрібна торгівля — 14,0 %, транспорт — 10,1 %.